# Zasmrečinský potok
Zasmrečinský potok je potok v horním Liptově, teče na rozhraní okresů Poprad a Liptovský Mikuláš. Je to levostranný přítok Bielého Váhu, měří 4,8 km a je tokem IV. řádu. Na horním toku teče územím TANAPu.

## Pramen
Teče v Podtatranské kotlině, kde pramení v podcelku Tatranské podhůří západně od osady Štrbské Pleso v nadmořské výšce přibližně 1155 m.

## Popis toku
Od pramene teče zprvu jihojihozápadním směrem, pak na krátkém úseku na západ a následně se stáčí severojižním směrem, přičemž opouští území TANAPu. Dále teče po hranici mezi okresy Poprad na levém a Liptovský Mikuláš na pravém břehu, dvakrát se esovitě ohýbá, teče okrajem chatové osady Jastrabia na pravém břehu a zleva následně přibírá dva přítoky ze severní části lokality Zasmrečinské. Dále vstupuje do Liptovské kotliny, pokračuje jihojihozápadním směrem a opět z levé strany přibírá přítok z jižní části lokality Zasmrečinské. Severovýchodně od obce Važec, v blízkosti Německého vojenského hřbitova, se v nadmořské výšce 847 m vlévá do Bielého Váhu.